# Flykten mot Botswana
Flykten mot Botswana (engelska: The Wilby Conspiracy) är en brittisk långfilm från 1975 i regi av Ralph Nelson, med Sidney Poitier, Michael Caine, Nicol Williamson och Prunella Gee i rollerna. Filmen bygger på boken The Wilby Conspiracy av Peter Driscoll.

## Handling
Under apartheideran i Sydafrika blir Shack Twala (Sidney Poitier), en svart revolutionär, frikänd av en domstol tack vare hårt arbete av hans vita advokat Rina van Niekerk (Prunella Gee). Rina, som inte längre bor med sin make Blane (Rutger Hauer), har ett förhållande med en engelsk gruvingenjör, Jim Keogh (Michael Caine). Rina, Jim och Shack ger sig iväg till Rinas hus för att fira den oväntade segern. De blir på vägen dit stoppade av polis och bråk uppstår. Det hela leder till att trion snart är på flykt ut ur Sydafrika.
De tre förföljs och övervakas av den sydafrikanska säkerhetspolisen BOSS som vill upptäcka flyktvägen till Botswana och i slutänden den mystiska ledaren för den så kallade "Black Congress"-gruppen, en man med namnet Wilby.

## Rollista
| Sidney Poitier   | – Shack Twala           |
| Michael Caine    | – Jim Keogh             |
| Nicol Williamson | – Major Horn            |
| Prunella Gee     | – Rina Van Niekirk      |
| Saeed Jaffrey    | – Mukarjee              |
| Persis Khambatta | – Persis Ray            |
| Rijk de Gooyer   | – Van Heerden           |
| Rutger Hauer     | – Blane Van Niekirk     |
| Patrick Allen    | – District Commissioner |
| Joe De Graft     | – Wilby Xaba            |
| Archie Duncan    | – Gordon                |
| Abdulla Sunado   | – Village Headman       |
| Helmut Dantine   | – Prosecuting Counsel   |
| Peter Pearce     | – Highway Policeman     |

## Produktion
Filmen spelades in i Kenya och på Pinewood Studios i England.